# Uvsz-tó-medence
Az Uvsz-tó-medence, vagy az Uvsz-tó medencéje (mongol nyelven: Увс Нуур, Uvsz Núr; tuvai nyelven: Убсу-Нур, Ubszu-Nur) nagy kiterjedésű, hegységek által körülzárt mélyedés Dél-Szibéria és Közép-Ázsia érintkezési pontján, Mongólia és az oroszországi Tuva Köztársaság határvidékén. Ez Közép-Ázsia legészakibb lefolyástalan tómedencéje. Az Uvsz-tó a mélyedés egy részét kitöltő lefolyástalan sóstó, Mongólia legnagyobb állóvize. Víztükre és partvidéke a költözőmadarak régi, háborítatlan pihenőhelye, vízgyűjtő területén különleges természeti értékek sora található.
A térség államilag kialakított természetvédelmi területeit Uvsz-tó-medence összefoglaló néven 2003-ban felvették az UNESCO Világörökség listájára. A Világörökség részét képező helyszín 12 különböző, egymástól esetenként igen távol fekvő egységből áll. Egy részük a tó körüli lapos medencében, más részük a vízgyűjtő terület távolabbi pontjain található.
Ezek a területek Közép-Ázsia északi részének szinte összes természeti rendszerét (ökoszisztémáját) képviselik. Magashegységek és sztyeppek, szub-alpin rétek és szikes puszták, hegyi-tundrák és mocsaras vízpartok együtt vannak jelen. Ritkaság, hogy egy viszonylag kis térségen ilyen sokféle és ennyire különböző természeti rendszer egymás mellett forduljon elő: gleccserek, zord tajga egyfelől, igazi homoksivatag másfelől. Ezek Ázsia legészakibb sivatagai, illetve legdélebben fekvő tundrái.

## Földrajz

### Fekvése

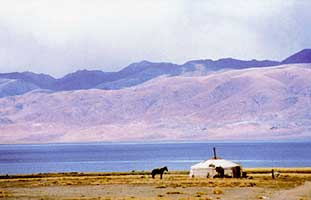
Az Uvsz-tó

A tómedence a Szibéria déli peremén húzódó Tannu-Ola-hegységtől délre terül el. Nyugaton a Mongol-Altaj magashegységei, keleten a Szangilen-fennsík, délen a Han Höhij és a Türgen-hegység masszívuma övezi. A világörökségi helyszín a 49°46' – 50°40' (É.) és a 90°12' – 95°38' (K.) közötti területen fekszik, melynek legmagasabb pontja 4116 m (a Türgen-hegység csúcsa), legnagyobb kiterjedése nyugat–keleti irányban 600 km, észak–déli irányban 160 km. A medence lapos részének legnagyobb kiterjedése azonban csak 300x120 km, tengerszint feletti magassága 759 m (a tó víztükre) és 1200 m között váltakozik.

### Éghajlat
A medence éghajlata szélsőségesen kontinentális. Jellemzője az igen nagy évi hőmérséklet-ingadozás, a száraz meleg nyár és a hosszú, nagyon hideg tél. A júliusi középhőmérséklet 20–22 °C, a januári −32-−35 °C; az eddig mért legalacsonyabb hőmérséklet −55 °C volt. A fagyok 6–7,5 hónapig tartanak. Az északról érkező nedves légtömegeket a Tannu-Ola hegyvonulatai feltartóztatják, így a csapadék évi mennyisége a medence alján csupán 150–200 mm, többsége nyári zivatarok idején, a legkevesebb február-márciusban hull. A párolgás jóval felülmúlja a lehulló csapadék mennyiségét. A tenyészidő (10 °C felett) kora májustól szeptember végéig tart.
Nemzetközi tudományos program keretében 1997 óta a térségben az éghajlatváltozást, a globális felmelegedés jelenségét vizsgáló kutatóállomás működik.

### Vízrajz
A tó vízgyűjtő területén további kisebb-nagyobb állóvizek találhatók, nyugaton például az Örög sóstó, keleten a Bajan-núr és az édesvizű Tore-hol. A folyók többsége a  környező hegyekből indul az Uvsz felé, vizeiket főként eső és tavaszi hóolvadék táplálja.
- A Tesz-hem (Tesz-folyó) az Uvsz-tó legnagyobb mellékfolyója (568 km). A mongóliai Bulnaj-hegységben ered, középső szakaszán egy darabon Tuva területén folyik, a Szalingen-fennsík és a Keleti-Tannu-Ola vizeit gyűjti össze. Sós-szikes mezőkön, bozótos, majd egyre mocsarasabb területen folytatja útját, végül ágakra bomlik és keleten deltatorkolattal ömlik a tóba.
- Másik jelentős folyója, a Narijn-gol (Vékony-folyó), mely a keleti homoksivatagban fakad.  A Han Höhij-hegység déli lejtőinek kisebb vízfolyásai táplálják, és szintén keleten, a Tesz-folyótól délre torkollik a tóba.
- A Torhlog a Nyugati-Tannu-Ola oldalán ered és tuvai területen, deltát képezve éri el az Uvsz vizét.
- Délről, nyugatról is több kisebb folyó érkezik a tóba, köztük a Borsó, a Szagil, a Höndlön, valamint a hegyekben sebes futású Harhirá, mely a Türgen gleccseréből veszi kezdetét.

## A világörökség részei
Az államhatárokon átnyúló világörökségi helyszín 12 részének összterülete 1 068 853 ha. Országonkénti megoszlása a következő:
Mongóliai természetvédelmi területek (810 233 ha):
- Cagan Suvút		(Цаган-Шувуут)
- Türgen		(Турген)
- Uvsz-núr		(Увс-Нуур)
- Altan-elsz		(Алтан-Элс)
- Tesz-hem		(Тэс-Хем)

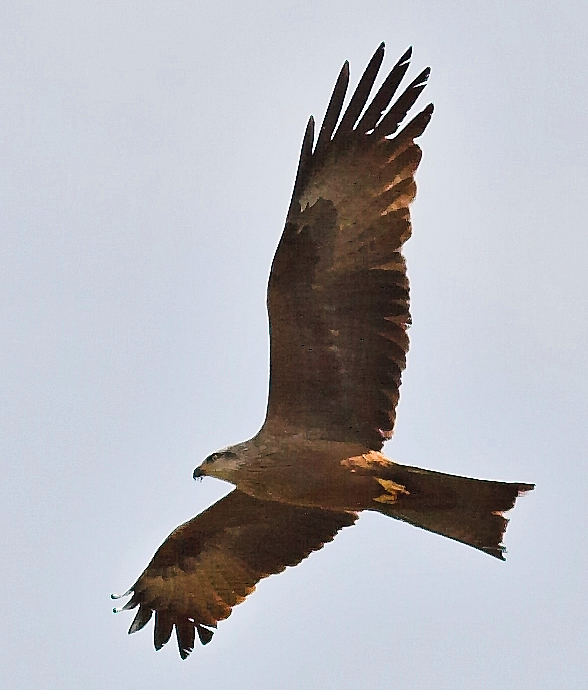
Barna kánya

Oroszországi (tuvai) természetvédelmi területek (258 620 ha):
- Mongun Tajga	(Монгун-Тайга)
- Ubszu-núr		(Убсу-Нур)
- Oruku Siná		(Оруку-Шынаа)
- Ariszkannig		(Арысканныг)
- Jamálig		(Ямаалыг)
- Cuger-elsz		(Цугээр-Элс)
- Ular			(Улар)

Első lépésként 1993-ban a két ország együtt 9 természetvédelmi területet jelölt világörökségi helyszínnek, ezeket 1997-ben bioszféra-rezervátummá nyilvánították. Később a jelölést további három védett területtel egészítették ki. A legkisebb rész (Jamálig) területe mindössze 800 ha, ütközőzónájával együtt 4800 ha; a legnagyobb az Uvsz-tó mongóliai vízterülete, 424 300 ha.

### A  természetvédelmi területek

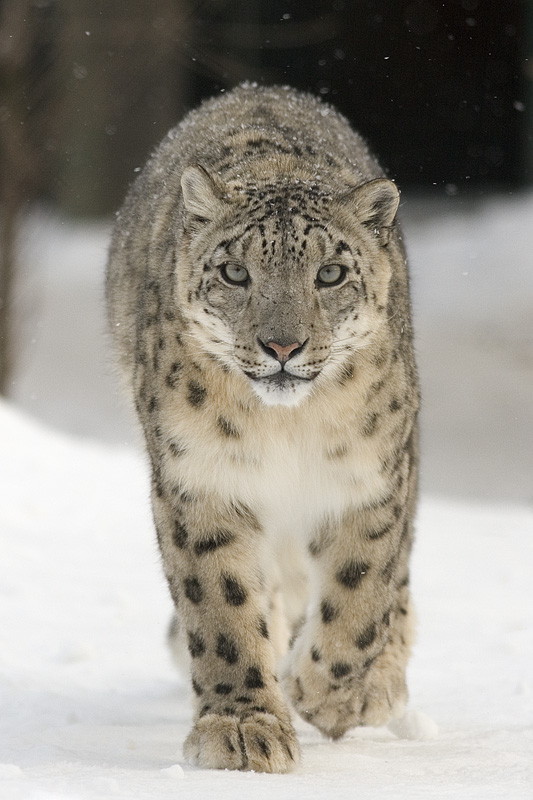
Hópárduc

- A térség nyugati részén három védett terület létesült, mindhárom a magashegységi régióban. Felszínüket a tengerszint feletti magasságtól függően hegyi-tundrák, alpesi és szub-alpin rétek, hegyi tajgák, az alacsonyabb részeken erdős-sztyeppek borítják. A hegyi-tundrákon gyakori cserje a törpenyír, a hegyoldalakon magasra felnyúló erdők meghatározó fafajtája a cirbolya- és a vörösfenyő, a déli lejtőkön rododendron, havasi gyopár, több orchideaféle nő. A magashegyek lakója a fokozottan védett hópárduc és a világ legnagyobb juhfajtája, az argali juh (Ovis ammon), mindkettő nagyon ritkán fordul elő. Egymás szomszédságában élnek itt az olyan tundrai állatfajok, mint a rénszarvas vagy a sarki hófajd, és a tipikusan tajgai fajok, mint a maral-szarvas, a barna medve, a hiúz vagy a siketfajd.
  - A Mongun Tajga Tuva legmagasabb hegye, 3976 m-es csúcsát örökhó borítja, oldaláról több kisebb gleccser indul útnak. Ez a legnyugatabbra fekvő és a legnagyobb oroszországi természetvédelmi terület, ütközőzónájával együtt több mint 100 000 ha. Erősen tagolt felszínek, hideg hegyi-tundrák jellemzik, lejjebb a hegyoldalakat tajga borítja.
  - A Cagan Suvút a két ország határán átnyúló hegység, 3200–3350 m-ig nyúló csúcsokkal. A Mongun Tajgával együtt az Altaj láncainak távoli folytatása.
  - A Türgen-hegység masszívuma a terület délnyugati részén fekszik, legmagasabb pontja 4116 m. Egyik gleccseréből születik az Uvsz-tavat tápláló hegyi folyó, a Harhirá. Itt található a világörökségi helyszín legkisebb mongóliai területe (mintegy 23 000 ha).
- Északon, északkeleten, kissé alacsonyabb hegyvidéken fekszik az Ariszkannig és az Ular,  mindkettő Tuvához tartozó természetvédelmi terület.
  - Ariszkannig: a Tannu-Ola déli lejtőin, az azonos nevű hegyi folyó vízgyűjtőjén és völgyében alakították ki. Magasabb részeit hegyi-sztyepp, az alacsonyabb részeket vegyes erdő borítja, különösen gazdag, változatos élővilággal. Az erdő uralkodó fafaja a vörösfenyő, mely cirbolya- és erdeifenyővel, nyírrel és nyárfával keverve fordul elő.
  - Ular: az előző területrésztől keletre, a Szangilen-fennsíkon létesítették, szintén az azonos nevű hegyi folyócska völgyében. Kevésbé zord táj, mint a Mongun Tajga és magashegyi társai, bár a legmagasabb részek itt is 2500 m fölé nyúlnak. Az alsó térszínek hegyi lejtőit tűlevelű tajga borítja, a laposabb részeken erdős-sztyeppek, folyóparti rétek, mocsaras völgyek találhatók. Följebb a tajgát erdős-tundra és hegyi-mocsár növénytársulásai váltják fel, 2300 m felett már az igazi tundranövényzet az uralkodó.

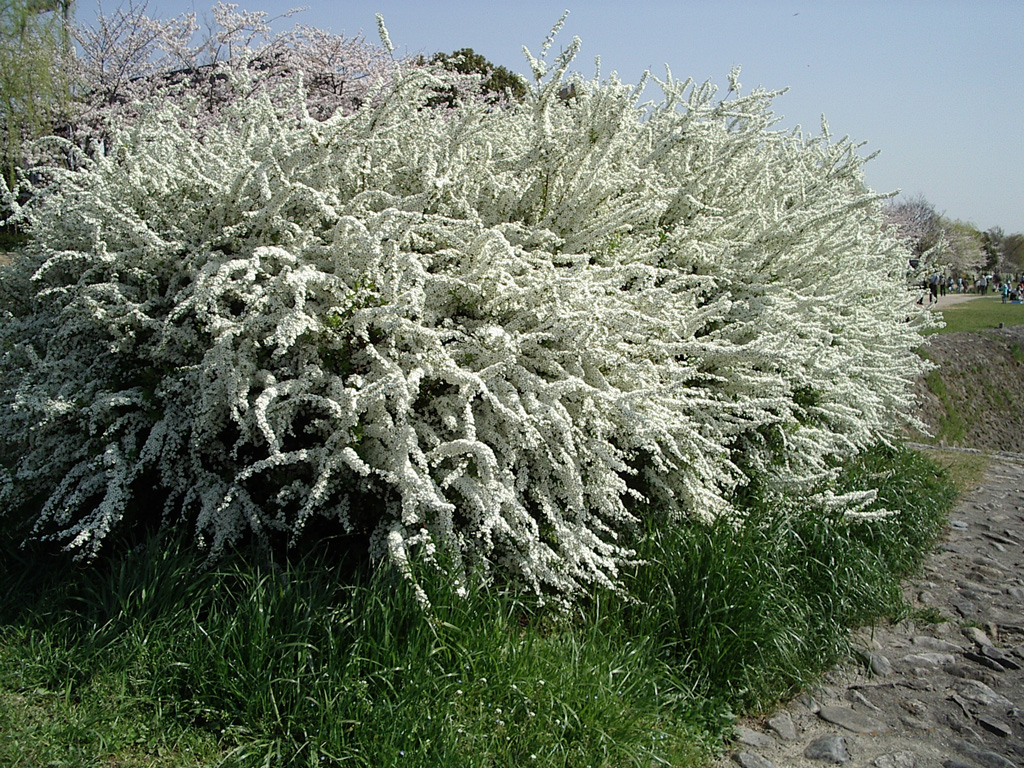
Gyöngyvessző

- Szintén északkeleten, a tuvai Erzin városától nyugatra fekszik a Jamálig nevű természetvédelmi terület 10 km hosszan elnyúló sziklás tömbje. Északi lejtőjén gyöngyvessző- (Spiraea) és madárbirs- (Cotoneaster) cserjék nőnek, szárazabb déli részén tipikus sztyeppnövények – perjefélék, árvalányhaj (Stipa), fényperje (Koeleria) – és szárazságtűrő cserjék, például csikófark (Ephedropsida) találhatók. A bevágódásokkal, különös sziklaalakzatokkal, kanyonokkal szabdalt hatalmas gránitszigetet száraz, hullámos sztyeppi síkság veszi körül. A sziklás részeken számos ritka madárfaj, köztük törpesas (Hieraaetus pennatus), szirti fogoly (Alectoris graeca) fészkel. A területen különösen sok kultúrtörténeti emlék: sztélék (kőoszlopok), bronzkori sziklarajzok sokasága és 300-400 kurgán található.
- Keleten, az államhatár mindkét oldalát borító homoksivatagban létesített Cuger-elsz és Altan-elsz természetvédelmi területek Közép-Ázsia északi részének tipikus sivatagi ökoszisztémáját képviselik. A többnyire növényzet nélküli vagy gyér törpecserjés, homokos vidéket néhány zöld oázis teszi élénkebbé. Az állatvilágot főként rágcsálók – sivatagi nyúl, ugróegérfélék – és több ritka madárfaj, például túzok, fogolyfélék képviselik.
  - Cuger-elsz: tuvai oldalon a terület jellemzői a részben vándorló, részben az igénytelen borsófa (Caragana arborescens) által megkötött homokdűnék. Szomszédságukban száraz, árvalányhajas sztyeppi növénytársulások nőnek, pimpó- és ürömfélékkel, homoki seprőfűvel (Kochia prostrata). A homokdűnék és a sztyepp környezetében különös jelenség egy tiszta, édesvizű tó, a Tore-hol. Partján szürke gém, barna kánya, rókahéja fészkel.
  - Az Altan-elsz (Arany-homok) a hosszan elnyúló mongóliai Borig Del homoksivatag keleti végén található. Homokjaiban fakad a Narijn-gol, egy kisebb mellékfolyója torkolatánál erdei- és vörösfenyő-erdő zöldell, és többek között egy ritka cserje, a „szibériai homoktövis”nek nevezett Hippophae rhamnoides subsp. mongolica is előfordul, mely az európai homoktövis Szibériában és Mongóliában élő alfaja.
- Az Uvsz-tó víztükre és a partvidékén fekvő további három természetvédelmi terület vizes élőhelyei vízi- és költözőmadarak csapatait vonzzák. Az őszi és tavaszi vonulások idején egész madárkolóniák alakulnak itt ki.
  - A Tesz-folyó völgyének mezőit, árterét, hosszan elnyúló deltáját a Tesz-hem (az államhatár mongóliai oldalán) és az Oruku Siná (a tuvai oldalon) természetvédelmi területek övezik. A Tesz 5-6 ágra bomlik, partjain vizenyős rétek, sásas-nádas mocsarak, szikesek találhatók.
  - Az Ubszu-núr védett terület (a tuvai oldalon, a tó északkeleti végénél) a Torhlog-folyó deltáját és a tó oroszországi vízfelületét foglalja magában. A Torhlog deltavidéke sós, szikes talajú puszta, de az ártereken és kis szigetek vörösfenyő, szibériai lucfenyő, babérlevelű nyárfa nő.
  - Az Uvsz-núr természetvédelmi terület a tó mongóliai (vagyis csaknem az egész) vízfelülete. Lásd: Uvsz-tó.

## Élővilág

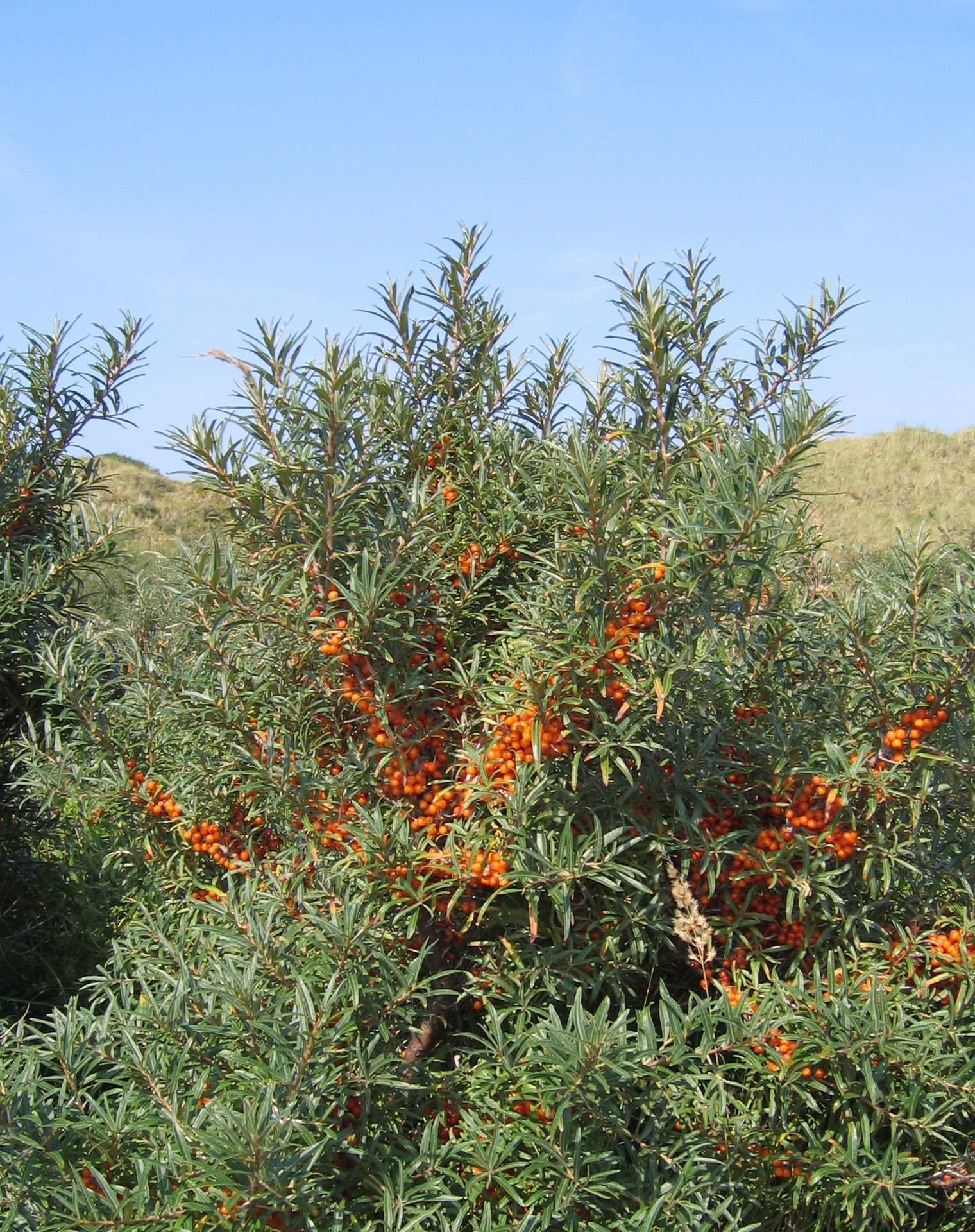
Homoktövis (Hippophae rhamnoides)

A térség a Mongol-Altaj magashegységei, a szibériai tajga és a mongol sztyepp találkozásánál, elszigetelt helyen fekszik. A világörökségi helyszínt változatos növény- és állatvilág, szibériai és sztyeppi fajok keveredése, a ritka, veszélyeztetett- és őshonos (endemikus) fajok nagy száma jellemzi.

### Védett növényfajok
Összesen 552 növényfajt tartanak nyilván, ebből 52 reliktum- (ősi, maradvány), 19 pedig Mongóliában és Tuvában őshonos faj. Az Uvsz-tó medencéjében őshonos a homokos puszták árvalányhajának egy fajtája (Stipa barhanica), egy csüdfű (Astragalus), egy királydinnye (Zygophyllum) és a vizes-mocsaras tájakat kedvelő szittyó (Juncus) egy fajtája. Hét itteni fokozottan védett növényfaj szerepel az oroszországi Vörös Könyvben, köztük egy csajkavirág (Oxytropis alpestris), egy sisakvirág (Aconitum) és egy keserűfűféle (Rheum altaicum).

### Állatvilág

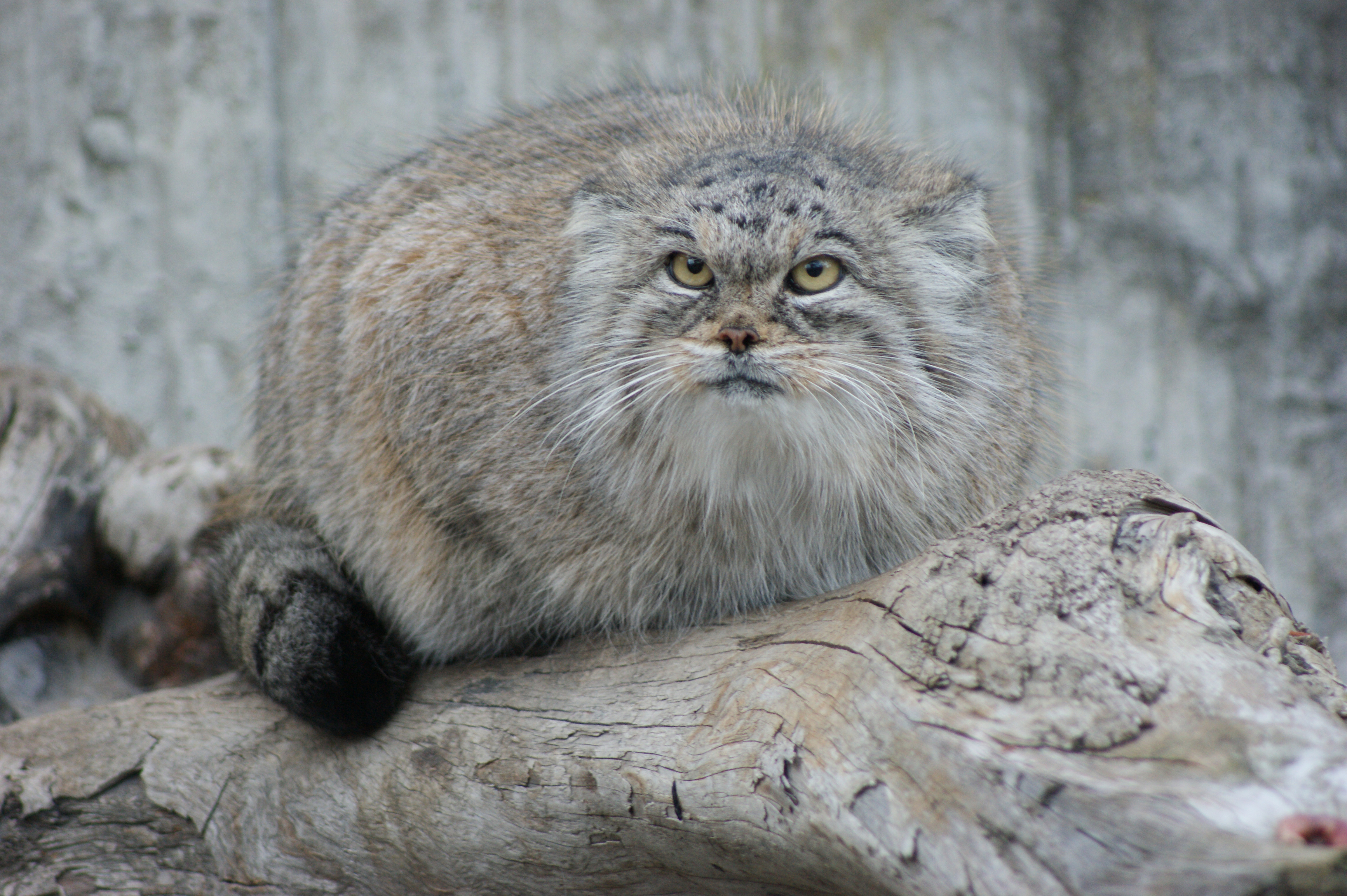
Pusztai macska

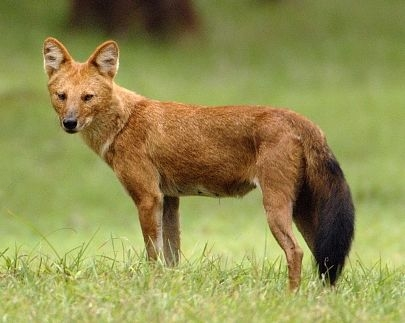
Ázsiai vadkutya (vörös farkas)

A medence viszonylagos elszigeteltsége miatt különösen sok az őshonos állatfaj. A mongóliai védett területeken összesen 41 emlős-, a tuvai oldalon 22 ritka helyi emlősfaj ismeretes, utóbbiak közül a hópárduc (Uncia uncia) és az erdős-sztyepp ritka ragadozója, az ázsiai vadkutya (Cuon alpinus Pallas) a világ Vörös Könyvében is szerepel. Ritkán mutatkozik egy másik ragadozó, a pusztai macska (manul) is. A magashegyek lakója a szibériai kőszáli kecske.
A hegyes-erdős-tundrás régiókban a már említett ritka fajok mellett gyakori a farkas, a vaddisznó, a szibériai őz, a maral- és a jávorszarvas, ritkán mutatkozik a szibériai pézsmaszarvas, sok a kisragadozó, például rozsomák, nyuszt.
A medence alacsonyabban fekvő részének nagy része sztyepp és félsivatag. Lakói többek között a mongol gazella (dzer) és a tigrisgörény; a hüllők közül többféle sivatagi gyík, illetve a keresztes vipera; de főként rágcsálófélék: szürke mormota (Marmota baibacina) és mongóliai változata, a tarbagán (Marmota sibirica), ürgék, ugróegerek, például a  sivatagi ugróegér; valamint a madárvilág sok képviselője, így a mongol pacsirta, a galléros túzok vagy a pártás daru.
A 12 természetvédelmi területen összesen 359 madárfajt számoltak össze, a mongóliai oldalon 173-at, Tuvában 81 ritka vagy veszélyeztetett fajt regisztráltak. Néhány, nemzetközileg is fontos itteni madárfaj: altáji királyfogoly, borzas gödény, kékcsőrű- és cifra réce, amuri-, kámzsás- és hódaru, fehérkarmú vércse, fehérfarkú- és szalagos rétisas, parlagi- és fekete sas, szakállas saskeselyű. Az Uvsz-tó partjain vadludak, vadkacsák, récék, kárókatonák, gémek, sirályok csapatai tanyáznak.

## Külső hivatkozások
- Az Uvsz-tó-medence a Természeti Örökség Védelme Alapítvány (Natural Heritage Protection Fund) honlapján (angol nyelven). [2010. április 3-i dátummal az eredetiből archiválva]. (Hozzáférés: 2008. november 13.)
- Az Uvsz-tó-medence a Greenpeace honlapján (orosz nyelven). [2008. november 19-i dátummal az eredetiből archiválva]. (Hozzáférés: 2008. december 1.)
- A medence képe az űrből a Wikimapián. (Hozzáférés: 2008. november 13.)
- Térkép az oroszországi részek feltüntetésével (orosz nyelven). [2009. július 26-i dátummal az eredetiből archiválva]. (Hozzáférés: 2008. november 13.)